# Georges Sérès
Georges Sérès, né le 7 avril 1884 à Condom et mort le 26 juin 1951 à Suresnes, est un coureur cycliste français, spécialiste du demi-fond.
Ses deux fils Arthur et Georges sont aussi coureurs cyclistes
Il devient entraîneur en 1929, son premier poulain est Gabriel Marcillac.

## Palmarès
- 1918
  - 3e de Tours-Paris
- 1919
  -  Champion de France de demi-fond
  - Grand Prix de Bordeaux
- 1920
  -  Champion du monde de demi-fond
  -  Champion d'Europe de demi-fond
  -  Champion de France de demi-fond
- 1921
  - Six jours de Paris (avec Oscar Egg)
- 1922
  -  Champion de France de demi-fond
  - Six jours de Paris (avec Émile Aerts)
- 1923
  -  Champion de France de demi-fond
  - Grand Prix d'Auteuil
- 1924
  - Six jours de Paris (avec Émile Aerts)
  -  2e du championnat du monde de demi-fond
  - 3e du championnat de France de demi-fond
- 1925
  -  Champion de France de demi-fond
  -  3e du championnat du monde de demi-fond